# Зачем умирать за Данциг?
Зачем умирать за Данциг? (фр. Pourquoi mourir pour Dantzig?, пол. Dlaczego musimy umierać za Gdańsk?) — французский антивоенный политический лозунг, направленный против вмешательства Франции во Вторую мировую войну и оказания Польше военной помощи. Появился после публикования одноимённой статьи Марселя Деа.

## Статья
4 мая 1939 года в парижской газете L'Œuvre была опубликована статья неосоциалиста Марселя Деа «Умирать за Данциг?» (фр. Mourir pour Dantzig?). В статье приводился текст ультиматума, направленного Германией против Польши с требованием передачи Вольного города Данцига в состав Германии. Деа выступал против вмешательства Франции в этот территориальный спор и выступления на стороне Польши, аргументировав тем, что это противоречит интересам Франции, а Гитлер после присоединения Данцига якобы умерит свои аппетиты. Деа обвинил поляков в истеричном поведении и втягивании Европы в ненужную войну, призвал французов не проливать кровь за безответственных, по его мнению, польских политиков, и выразил сомнения в способности Польши вести хоть какую-либо продолжительную войну.

## Критика

### Одобрение
Согласно историку Каролю Гурскому, статья Марселя Деа обрела некоторую популярность во Франции и за границей: в самой Франции её поддержали представители интеллигенции, радикальных правых и изоляционистов, хотя большинство жителей Франции (а именно 76 %) не поддержали предложение Деа не вмешиваться в войну. Генри Киссинджер утверждал, что фраза деморализовала французов в 1940 году, однако это оспаривается историком Дэвидом Гордоном, который считает, что к тому времени она была на периферии общественного внимания. В Великобритании лозунг был подхвачен правыми партиями, во главе которых была Британская народная партия (англ. British People's Party). Подобной фразой не брезговали и немецкие пропагандисты во время Странной войны.

### Осуждение
Большинство жителей Франции осудили подобное предложение Деа: в правительстве, начиная от премьер-министра Эдуара Даладье и заканчивая министром иностранных дел Жоржа Бонне, утверждали, что лозунг противоречит интересам французов, поддерживавших союз Польши и Франции. В самой же Польше статью встретили с негодованием, переведя лозунг под названием «Умирать за Гданьск» (пол. Umierać za Gdańsk) и превратив его в грубую логическую ошибку и заодно в неоспоримый аргумент против военного вмешательства. Польские источники и сейчас в большинстве своём утверждают, что данные опроса по поддержке лозунга Деа были сфальсифицированы, а французы и британцы целиком и полностью поддерживали невмешательство в польскую кампанию, хотя в самой Польше к единому мнению на этот счёт до сих пор не пришли. В польском языке эта фраза используется и по настоящее время во время политических дискуссий, равно как и в английском и французском языках.
В годы правления режима Виши Деа пошёл на сотрудничество с нацистами, ожидая от них поддержки своей политической партии, более радикальной по сравнению с режимом Виши. В 1945 году он бежал в Италию, скрылся в монастыре и оттуда больше не возвращался, тем самым избежав суда.